# Эвкалипт Бэнкса
Эвкали́пт Бэ́нкса (лат. Eucalyptus banksii) — вечнозеленое дерево, вид рода Эвкалипт (Eucalyptus) семейства Миртовые (Myrtaceae).
Древесина светлая, твердая, хорошего качества.

## Распространение и экология
В природе ареал вида охватывает северную часть плоскогорья Нового Южного Уэльса и южную часть плоскогорья Квинсленда. Поднимается до высоты 1000—1200 м над уровнем моря.
На сухих глинистых склонах растёт медленно; за 2 года достигает 2 м выс.

## Ботаническое описание
Дерево высотой до 30 м. Кора тускло-серая, шерстистая.
Молодые листья супротивные, в числе нескольких пар, округлые, сердцевидные или широколанцетные, сизые, длиной 5—11 см, шириной 5—7,5 см; взрослые листья очерёдные, черешковые, узколанцетные, заострённые, длиной 10—20 см, шириной 1,5—2,5 см.
Зонтики пазушные, 4—8-цветковые, сидящие на сплюснутой ножке длиной 3—5 мм; бутоны сидячие, яйцевидные или почти шаровидные, длиной 6 мм, диаметром 5 мм, с полушаровидной крышечкой, по длине равной трубке цветоложа.
Плоды сидячие, полушаровидные или почти шаровидные, длиной 5—6 мм, диаметром 6—7 мм, с мелким срезанным диском и с дельтовидными, слегка выдвинутыми створками.

## Таксономия
Вид Эвкалипт Бэнкса входит в род Эвкалипт (Eucalyptus) подсемейства Myrtoideae семейства Миртовые (Myrtaceae) порядка Миртоцветные (Myrtales).
|  |                                      |  |                                                             |                                                             |                    |  | ещё 13 семейств (согласно Системе APG II) | ещё 13 семейств (согласно Системе APG II)    |                                              |  |  |  | ещё 130 родов       | ещё 130 родов       |  |  |
|  |                                      |  |                                                             |                                                             |                    |  | ещё 13 семейств (согласно Системе APG II) | ещё 13 семейств (согласно Системе APG II)    |                                              |  |  |  | ещё 130 родов       | ещё 130 родов       |  |  |
|  |                                      |  |                                                             | порядок Миртоцветные                                        |                    |  |                                           |                                              | подсемейство Миртовые                        |  |  |  |                     | вид Эвкалипт Бэнкса |  |  |
|  |                                      |  |                                                             | порядок Миртоцветные                                        |                    |  |                                           |                                              | подсемейство Миртовые                        |  |  |  |                     | вид Эвкалипт Бэнкса |  |  |
|  | отдел Цветковые, или Покрытосеменные |  |                                                             |                                                             | семейство Миртовые |  |                                           |                                              | род Эвкалипт                                 |  |  |  |                     |                     |  |  |
|  | отдел Цветковые, или Покрытосеменные |  |                                                             |                                                             |                    |  |                                           |                                              |                                              |  |  |  |                     |                     |  |  |
|  |                                      |  | ещё 44 порядка цветковых растений (согласно Системе APG II) | ещё 44 порядка цветковых растений (согласно Системе APG II) |                    |  |                                           | ещё 1 подсемейство (согласно Системе APG II) | ещё 1 подсемейство (согласно Системе APG II) |  |  |  | ещё более 700 видов |                     |  |  |
|  |                                      |  |                                                             | ещё 44 порядка цветковых растений (согласно Системе APG II) |                    |  |                                           |                                              | ещё 1 подсемейство (согласно Системе APG II) |  |  |  |                     |                     |  |  |